# Ehestetter Mühle
Die Ehestetter Mühle ist ein Wohnplatz der Gemeinde Albstadt im baden-württembergischen Zollernalbkreis. Die Einzelsiedlung liegt circa zwei Kilometer südöstlich von Ebingen und ist über die Bundesstraße 463 zu erreichen.
In der Nähe liegen der Ehestetter Hof, das Ehestetter Pumpwerk, die Ruine Ehestetten und die Eselmühle.
Der Ort kam als Teil der ehemals selbständigen Gemeinde Ebingen am 1. Januar 1975 zur neu gegründeten Gemeinde Albstadt.